# Echim Andrei
Echim Andrei (n. 7 aprilie 1932, Storojineț) a fost un deputat român în legislatura 1990-1992, ales în județul Tulcea pe listele partidului Minorități. Deputatul Echim Andrei a fost activ în cadrul minorității de ruși lipoveni. Echim Andrei a fost unul din membrii fondatori ai Comunității Rușilor Lipoveni din România. Echim Andrei a fost membru în grupul parlamentar de prietenie cu URSS, ìn comisia pentru politică externă și în comisia de redactare a proiectului Constituției României. 